# Sofia Samodoerova
Sofia Vjatsjeslavovna Samodoerova (Russisch: Софья Вячеславовна Самодурова) (Krasnojarsk, 30 juli 2002) is een Russisch voormalig kunstschaatsster. Ze werd in 2019 bij haar seniorendebuut gelijk Europees kampioene.

## Biografie
Samodoerova begon in 2007 met kunstschaatsen en deed eind 2014 voor het eerst mee aan de Russische kampioenschappen voor junioren. Zonder ooit in de prijzen te zijn gevallen bij grote toernooien werd ze in 2019 dankzij haar zesde plek op de NK afgevaardigd naar de EK. Daar bemachtigde ze in persoonlijke records verrassend de Europese titel.

## Persoonlijke records
Behaald tijdens ISU wedstrijden. 
|                     | punten | datum      | toernooi |
| ------------------- | ------ | ---------- | -------- |
| Hoogste totaalscore | 213.84 | 25-01-2019 | EK       |
| Hoogste korte kür   | 072.88 | 23-01-2019 | EK       |
| Hoogste lange kür   | 140.96 | 25-01-2019 | EK       |

## Belangrijke resultaten
| Kampioenschap            | 14/15 | 15/16 | 16/17 | 17/18 | 18/19         | 19/20         | 20/21         | 21/22         |
| ------------------------ | ----- | ----- | ----- | ----- | ------------- | ------------- | ------------- | ------------- |
| Wereldkampioenschap      |       |       |       |       | 8e            |               |               |               |
| Europees kampioenschap   |       |       |       |       | Goud          |               |               |               |
| Grand Prix-finale        |       |       |       |       | 5e            |               |               |               |
| Nationaal kampioenschap  |       |       | 9e    | 11e   | 6e            | 9e            | 10e           | 10e           |
| Junior Grand Prix-finale |       |       |       | 6e    | geen deelname | geen deelname | geen deelname | geen deelname |
| NK junioren              | 16e   | 6e    | 12e   |       | geen deelname | geen deelname | geen deelname | geen deelname |